# Amirhossein Hosseinzadeh
Amirhossein Hosseinzadeh (Teheran, 30 oktober 2000) is een Iraans voetballer die sinds 2022 uitkomt voor Sporting Charleroi.

## Clubcarrière
Hosseinzadeh maakte in 2018 de overstap van Moghavemat Tehran FC naar Saipa FC. Op 24 februari 2019 maakte hij zijn officiële debuut in het eerste elftal van laatstgenoemde club: in de competitiewedstrijd tegen Tractor Sazi (0-0-gelijkspel) liet trainer Ali Daei hem in de 90e minuut invallen voor Moein Abbasian.  Nadat ook de volgende wedstrijd (tegen Pars Jonoubi Jam) op 0-0 eindigde, maakte Hosseinzadeh in zijn derde profwedstrijd het enige doelpunt in de 1-0-zege tegen Foolad FC. Een week later kreeg hij tegen Naft MIS een eerste basisplaats en bedankte hij door opnieuw het enige doelpunt van de wedstrijd te scoren. Hosseinzadeh sloot het seizoen 2018/19 af met vier doelpunten in veertien competitiewedstrijden.
In het seizoen 2019/20 groeide Hosseinzadeh uit tot een vaste waarde. De Iraniër liep in dat seizoen een kruisbandblessure op, waardoor hij het - door de coronapandemie met een paar maanden uitgestelde – seizoenseinde miste. Hosseinzadeh speelde uiteindelijk 46 competitiewedstrijden voor Saipa, waarin hij zevenmaal scoorde.
In 2021 maakte hij de overstap naar Esteghlal FC. Met deze club werd hij in het seizoen 2021/22 zonder ook maar één keer te verliezen in de competitie. In augustus 2022, na amper één seizoen bij Esteghlal, ondertekende Hosseinzadeh een tweejarig contract bij de Belgische eersteklasser Sporting Charleroi, met optie op twee extra seizoenen.

## Interlandcarrière
Hosseinzadeh maakte op 24 maart 2022 zijn interlanddebuut voor Iran in een WK-kwalificatiewedstrijd tegen Zuid-Korea.

## Erelijst
| Kampioen Persian Gulf Pro League | 1x | 2021/22 |